# L'Univers
L'Univers was een Frans katholiek dagblad dat in 1833 werd opgericht door priester Jacques-Paul Migne en voor het laatst verscheen in 1919. De krant was vooral invloedrijk tijdens het Tweede Franse Keizerrijk.
In 1838 werd de krant opgekocht door Charles de Montalembert. Vanaf 1840 stond Louis Veuillot aan het hoofd van de redactie ervan. Als krant van de ultramontane Franse katholieken verzette deze zich tegen het Italiëbeleid van Napoleon III, omdat deze in het nadeel speelde van de Kerkelijke Staat van de paus. Met zijn artikelen wist redacteur Veuillot de katholieken zich tegen het keizerlijke regime van Napoleon III te keren.